# Hermann Werdermann
Hermann Werdermann (* 12. Juni 1888 in Friedersdorf (Spree); † 9. August 1954 in Bad Soden im Taunus) war ein deutscher Theologe und Hochschullehrer für Religionswissenschaft und Religionspädagogik.

## Leben
Werdermann wurde vom Elternhaus her deutschnational geprägt. Er studierte nach dem Besuch der Lateinischen Hauptschule evangelische Theologie in Halle (Saale) und Straßburg. Nach abgelegten Examen wurde er Erzieher am Naumburger Kadettenhaus. Danach war er Studieninspektor am Predigerseminar in Soest. Im Jahre 1913 wurde er Lizentiat der Theologie.
Als Kriegsfreiwilliger des Ersten Weltkrieges wurde er 1914 in Flandern verwundet. Anschließend wurde er Militärpfarrer in Gnesen.1916 promovierte er in Erlangen zum Doktor der Philosophie mit einer Arbeit über die Pädagogik und den Religionsunterricht August Hermann Franckes. Später hatte er weitere Pfarrämter in Gransee, Löwenberg und Berlin inne. Er habilitierte sich 1923 in Berlin für das Fach Praktische Theologie. Im Jahre 1925 wirkte er für ein Semester am Eden Theological College in St. Louis/USA als Professor, worüber er ein Buch verfasste. Im Jahre 1929 wurde er außerordentlicher Professor für Religionswissenschaft an der Pädagogischen Akademie in Hannover. Im Jahre 1930 erhielt er von der Theologischen Fakultät Berlin den Titel eines Ehrendoktors. Nach der Schließung der Pädagogischen Akademie 1932 war er als Pfarrer am Stephansstift Hannover tätig, 1933 übernahm er erneut eine Professur für Religionswissenschaft und Religionspädagogik an der Hochschule für Lehrerbildung in Dortmund anstelle der entlassenen Ilse Peters.
Am 1. Mai 1933 trat er dem Nationalsozialistischen Lehrerbund und im November des gleichen Jahres der SA bei. Seit 1933 war er auch aktives Mitglied im Reichsbund der Kinderreichen und veröffentlichte in dessen Sinne mehrere Bücher und Schriften. Im Jahre 1934 hatte er wie die meisten Staatsbediensteten den Eid auf Adolf Hitler abgelegt. Am Reformationsfest 1935 hielt Werdermann an der HfL Dortmund einen Vortrag über das Thema „Luther und Hitler“, der 1937 gedruckt wurde. Er äußerte darin, Luther und Hitler seien bedeutsame Beispiele für positives, praktisches und persönliches Christentum. Im Jahre 1937 wurde er Mitglied der NSDAP und war nach eigener Aussage auch Mitarbeiter des Rassenpolitischen Amtes in Dortmund. Im Jahre 1939 erklärte er seine Mitarbeit am Institut zur Erforschung und Beseitigung des jüdischen Einflusses auf das deutsche kirchliche Leben. Von 1942 bis 1945 war er Ordinarius für Praktische Theologie in Rostock.
Er engagierte sich für die Ziele der Deutschen Christen, wenngleich er sich gegen die Absetzung des Religionsunterrichtes vom schulischen Stundenplan ausgesprochen hatte und damit in Parteikreisen vorübergehend Unwillen erregte. Nach 1945 übernahm Werdermann verschiedene Pfarramtsvertretungen in Hanau, Göttingen und Witten. Im Jahre 1949 trat er krankheitshalber in den Ruhestand, publizierte jedoch weiterhin.

## Schriften (Auswahl)
- Die Irrlehrer des Judas- und 2. Petrusbriefes. Gütersloh: Bertelsmann 1913
- Katechetisches Pflichtbewußtsein. Ein Wort zur Gegenwarts- und Zukunftsaufgabe des evangelischen Religionsunterrichts. Gütersloh: Bertelsmann 1918
- Elternspiegel für alle, die ihre Kinder gut erziehen wollen. Witten: Eckart 1919
- Wir Pastoren! Eine Gegenwartskritik und ein Zukunftsideal. Gütersloh: Bertelsmann 1919
- Ehebüchlein. Wie Mann und Frau eine rechte Ehe führen, glücklich sein und glücklich machen können. Witten: Westdeutscher Lutherverlag o.J [1920]
- Vorwärts – Aufwärts! Eine Erinnerung an deine Einsegnung. Witten: Westdeutscher Lutherverlag 1920
- Ich weiß bescheid. Ein Kampfbüchlein gegen die Freidenker. Witten: Westdeutscher Lutherverlag 1921
- Seelsorge an Seelsorgern. Ein Notruf und Aufruf zur Hilfe und Selbsthilfe. Gütersloh: Bertelsmann 1921
- Der evangelische Pfarrer in Geschichte und Gegenwart. Im Rückblick auf 400 Jahre evangelisches Pfarrhaus. Leipzig: Quelle & Mayer 1925
- Das religiöse Angesicht Amerikas. Einzeleindrücke und Charakterzüge. Gütersloh: Bertelsmann 1926
- Pfarrerstand und Pfarramt im Zeitalter der Orthodoxie in der Mark Brandenburg. Berlin: Martin Warneck 1929
- Hausreligionen. Wie Eltern auch für die Seele ihrer Kinder sorgen sollen. Witten: Westdeutscher Lutherverlag 1929
- Luthers Wittenberger Gemeinde wiederhergestellt aus seinen Predigten. Zugleich ein Beitrag zu Luthers Homiletik und zur Gemeindepredigt der Gegenwart. Gütersloh: Bertelsmann 1929
- Betbüchlein für alle, die noch beten oder wieder beten lernen wollen. Witten: Westdeutscher Lutherverlag 1930
- Trostbüchlein, das manchem Traurigen, Kranken, Alten helfen möchte. Witten: Westdeutscher Lutherverlag 1930
- Dein Sonntag. Ein Feiertagsbüchlein für nachdenkliche Leute. Witten: Westdeutscher Lutherverlag 1931
- Du und Deine Bibel. Ein Führer für solche, die den Weg zu Gottes Wort finden möchten. Witten: Westdeutscher Lutherverlag 1932
- Luther als Erzieher und die Religionspädagogik der Gegenwart. Gütersloh: Bertelsmann 1933
- Die deutsche evangelische Pfarrfrau. Ihre Geschichte in vier Jahrhunderten. Witten: Westdeutscher Lutherverlag 1934
- Christliche Persönlichkeiten unserer Zeit. Leipzig: Gloeckner 1936
- Martin Luther und Adolf Hitler. Gnadenfrei: Winter 1936
- Religionspädagogische Schulungsbriefe. Leipzig: Klinkhardt 1936
- Der Totalitätsanspruch der nationalsozialistischen Weltanschauung und der Absolutheitsanspruch des Christentums. Bonn: Bonner Universitäts Buchdruckerei 1937
- Käthe Luther (Katharina von Bora) und ihre Bedeutung für das evangelische Pfarrhaus. Berlin: Acker Verlag 1940